# بارك جين هي
بارك جين هي (هانغل: 박진희)؛ هي ممثلة كورية جنوبية ولدت في 8 يناير 1978. اشتهرت بأدوارها الرئيسية في المسلسل التلفزيوني من فضلك تعالي، سون آه (2006)، حرب المال (2007)، والعملاق (2010)، وكذلك في فيلم «الظلال تحت القصر» (2007).

## روابط خارجية
- بارك جين هي على موقع IMDb (الإنجليزية)
- بارك جين هي على موقع قاعدة بيانات الفيلم (الإنجليزية)